# Ка (фараон)
Вижте пояснителната страница за други личности с името Ка.
Ка или Сехен е фараон от нулевата династия. Той царува през първата половина на 32 век пр. Хр. Не е сигурно колко години е продължило управлението му.

## Управление
Най-вероятно той е непосредственият наследник на Ири-Хор и е наследен или от Нармер, или от Скорпион II. Той е най-ранният известен египетски цар със серех, вписан върху редица артефакти. Това може да бъде нововъведение в неговото управление. Съществуването на Ка е най-сигурно сред додинастичните фараони. Отвъд Абидос, той е засвидетелстван в преддинастичния некропол на Адаима в Горен Египет и на север в Тархан, Хелуан, Тел Ибрахим Авад, Вади Тумилат до Тел Лод в Южния Левант.
Броят на артефактите, носещи серек на Ка, открити извън Абидос, е много по-голям от този на предшественика му. Това може да е знак за нарастващо влияние и може би завладяване на по-големи части от Египет от тинитските царе.

## Гробница
Гробницата на Ка е първоначално разкопана от Петри през 1902 г. На разкопките са получени фрагменти от кремъчен нож и керамика. В най-южната камера В7 са открити повече от четиридесет надписи върху високи буркани и цилиндрични съдове, както и отпечатък от печат. Освен това тя е разположена в последователна последователност, свързваща по-старото „U“ гробище с гробниците на Първата династия, което предполага, че Ка е наследил Ири-Хор и предхожда Нармер на трона.
- Съд от гробницата на Ка в Абидос, носещ сереха на Ка; Британски музей
- Серех на Ка
- Шард, носещ сереха на Ка от гробницата му в Абидос
- Шард, носещ сереха на Ка от гробницата му
- Гробът на Ка в Ум ел-Ка'аб